# Ein fliehendes Pferd (1986)
Ein fliehendes Pferd ist ein deutscher Fernsehfilm aus dem Jahr 1986 und die erste Verfilmung von Martin Walsers 1978 veröffentlichter gleichnamiger Novelle. Peter Beauvais führte Regie nach einem Drehbuch von Ulrich Plenzdorf.

## Handlung
Die Filmhandlung bleibt eng an der Vorlage.

## Produktion
Der Film wurde von der Münchner Artus-Film Produktionsgesellschaft für den Westdeutschen Rundfunk produziert.
Laut Martin Walser sei Ulrich Plenzdorf verpflichtet worden, da DDR-Drehbuchautoren mit Ausbildung an der Filmhochschule Babelsberg in der Bundesrepublik als besonders fähig gegolten hätten. Drei Wochen vor Drehstart habe sich Peter Beauvais jedoch „völlig verzweifelt“ an ihn gewandt und das Drehbuch als „Katastrophe“ bezeichnet. Walser habe daraufhin eine „Notoperation“ versucht, die aber nicht viel geholfen habe.
Die Dreharbeiten fanden an 31 Drehtagen zwischen dem 25. Juni und dem 3. August 1984 am Bodensee und überwiegend am Starnberger See statt.
Die Erstausstrahlung des Films im Ersten Deutschen Fernsehen wurde wegen aktueller Sportübertragungen zweimal verschoben und schließlich für den 26. März 1986 angesetzt.

## Rezeption
Bei der Kritik stieß der Film auf Ablehnung.
Anlässlich der Veröffentlichung des gleichnamigen Kinofilms im Jahr 2007 äußerte sich Martin Walser vernichtend über den älteren Fernsehfilm. Plenzdorf habe „einfach nur die Novelle geplündert“. „Das wurde ein Film für Hotelfachschulen, weil unun[t]erbrochen serviert wird.“ Benedikt Erenz sah 1986 in der Zeit dagegen eine „ausgesprochen gelungene Filmfassung eines schwierigen Textes“. „Beauvais versteht es vorzüglich, die Atmosphäre langsam zu trüben, die hellen Bilder leise zu schwärzen.“